# Nectandra hypoleuca
Nectandra hypoleuca Hammel – gatunek rośliny z rodziny wawrzynowatych (Lauraceae Juss.). Występuje endemicznie w Kostaryce. 

## Rozmieszczenie geograficzne
Rośnie endemicznie w Kostaryce. Znany jest jedynie z jednej pewnej subpopulacji – w stacji biologicznej La Selva w pobliżu miasta Puerto Viejo de Sarapiquí. Natomiast potrzebne jest potwierdzenie występowania tego gatunku w stacji terenowej Sirena w okolicach miasta Puntarenas. 

## Morfologia
PokrójZimozielone drzewo dorastające do 16 m wysokości.
LiścieMają eliptyczny kształt. Mierzą 10–28 cm długości oraz 5–10 szerokości. Nasada liścia jest ostrokątna lub rozwarta. Liść na brzegu jest całobrzegi. Wierzchołek jest ostry lub spiczasty. Ogonek liściowy jest nagi i dorasta do 10–20 mm długości.
KwiatySą zebrane w wiechy. Rozwijają się w kątach pędów. Dorastają do 4–20 cm długości. Płatki okwiatu pojedynczego mają eliptyczny kształt i białą barwę. Są niepozorne – mierzą 2–3 mm średnicy.
OwoceMają elipsoidalny kształt. Osiągają 15–20 mm długości oraz 7–10 mm średnicy.

## Biologia i ekologia
Rośnie w lasach o dużej wilgotności. Występuje na terenach nizinnych

## Ochrona
W Czerwonej księdze gatunków zagrożonych został zaliczony do kategorii VU – gatunków narażonych na wyginięcie. Głównym zagrożeniem jest niewielki zasięg występowania gatunku – rośnie w niewielkich połaciach lasów otoczonych przez pastwiska i pola uprawne. Czynnikiem pozytywnym jest występowanie na obszarach chronionych.